# Śūnyatā
(Nāgārjuna)
Śūnyatā (devanāgarī: शून्यता, pāli: suññatā, cinese: 空 pinyin: kōng, coreano: gong, giapponese: kū, tibetano: stong-pan-yid; in italiano "vacuità") è un sostantivo femminile della lingua sanscrita che indica una delle dottrine fondamentali nel Buddismo, secondo cui la realtà non ha esistenza intrinseca, ma sorge dalla pratītyasamutpāda (traducibile come "coproduzione condizionata" oppure "originazione interdipendente").
La dottrina della Śūnyatā acquisisce tuttavia significati diversi e diverso ruolo nelle varie scuole che si sono succedute nel corso della Storia del buddismo, alcune delle quali tutt'oggi esistenti. In questo senso è preferibile suddividere l'esposizione di questa dottrina a seconda dei testi di riferimento o delle scuole che la insegnano.

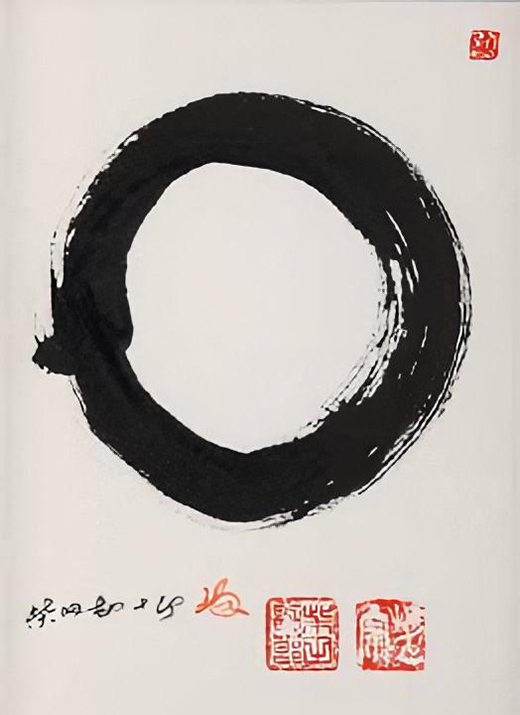
Calligrafia di Kanjuro Shibata XX. Rappresenta l'Ensō (円相), che, nella simbologia del buddismo zen, indica sia l'universo che la vacuità, quest'ultima intesa come realtà assoluta

## La dottrina della vacuità negliĀgama-Nikāyadel Buddismo dei Nikāya e del Buddismo Theravāda
La presenza nelle più antiche scritture buddiste dell'attribuzione al Buddha Śākyamuni dell'insegnamento della "vacuità" è indubitabile come è indubitabile, in queste stesse scritture, la preoccupazione del fondatore del Buddismo che questo insegnamento potesse essere addirittura dimenticato. Così afferma il Buddha Śākyamuni nel Samyutta-nikāya del Canone pāli: 
(Samyutta-nikāya, 20,7.)
Ma se nel Majjhima-nikāya , il Buddha Śākyamuni indica l'irrealtà, la vacuità delle cose, come costantemente nei vari agama-nikaya espone l'insegnamento dell'anatta ovvero della "vacuità" intesa come inesistenza di una sostanzialità inerente al soggetto che percepisce i fenomeni, è nel Culasuññata Sutta, dove il Buddha Śākyamuni entra nel dettaglio di questa dottrina come esperienza interiore quando, rispondendo ad Ānanda su una sua precedente affermazione nella quale sosteneva di "dimorare pienamente in uno stato di vacuità" afferma:
(Culasuññata Sutta (Piccolo discorso sulla Vacuità). Majjhima-nikāya, 121.)
Nel Culasuññata Sutta il Buddha Śākyamuni non si ferma a questo "svuotamento" dalle "ansie" del mondo ma, in un incessante processo di svuotamento di tutti i riferimenti, ovvero dell'idea di 'foresta', dell' 'idea di terra', dell' 'infinità dell'idea di spazio', dell' 'infinità dell'idea di coscienza', della 'nullità', della 'né percezione né non percezione', del 'raccoglimento mentale privo di segni', giunge a concludere che: 
(Culasuññata Sutta (Piccolo discorso sulla Vacuità). Majjhima-nikāya, 121.)
Riccardo Venturini, in riferimento a questo sutta, nota che 
(Riccardo Venturini. Coscienza e cambiamento. Assisi, Cittadella Editrice, 1998, p. 435)
Questo, secondo Riccardo Venturini, implica che 
(Riccardo Venturini. Coscienza e cambiamento. Assisi, Cittadella Editrice, 1998, p. 435.)

## La dottrina della vacuità nei Prajñāpāramitāsūtra
Nei trentotto testi che costituiscono l'insieme dei Prajñāpāramitāsūtra (composti tra il I secolo a.C. e il VII secolo d.C.), la dottrina della 'vacuità' riveste un ruolo centrale e fondamentale. Si può sostenere che fin dai Prajñāpāramitāsūtra più antichi, l'estensore degli stessi, che potrebbe voler riportare degli insegnamenti dello stesso Buddha Śākyamuni non accolti negli  Āgama-Nikāya , accompagni la dottrina della vacuità con la pāramitā prajñā ritenuta l'ultima e la più importante già nelle scuole del Buddismo dei Nikāya (scuola Sarvāstivāda). 
Nel complesso la letteratura dei Prajñāpāramitāsūtra elenca venti tipi di vacuità (sanscrito viṃśati śūnyatā):
1. Vacuità degli organi di senso (adhyatana śūnyatā).
2. Vacuità dei fenomeni percepiti (bahirdhā śūnyatā).
3. Vacuità degli organi di senso e dei fenomeni percepiti (adhyatanabahirdhā śūnyatā).
4. Vacuità dello spazio (mahā śūnyatā).
5. Vacuità dell'assoluto (paramārtha śūnyatā).
6. Vacuità dei fenomeni condizionati (saṃskṛta śūnyatā ).
7. Vacuità dei fenomeni non condizionati (asaṃskṛta śūnyatā ).
8. Vacuità di ciò che è al di là dell'eterno e del nulla (atyanta śūnyatā ).
9. Vacuità di ciò né inizia né termina, del Saṃsāra (anavaraga śūnyatā).
10. Vacuità di ciò che degli insegnamenti che vanno accolti (anavakara śūnyatā ).
11. Vacuità dell'intima natura dei fenomeni (prakṛti śūnyatā).
12. Vacuità di qualsiasi fenomeno o dharma (sarvadharma śūnyatā ).
13. Vacuità delle caratteristiche di ogni singolo dharma (svalakṣaṇa śūnyatā).
14. Vacuità dell'inconcepibile (anupalambha śūnyatā).
15. Vacuità dei fenomeni privi di identità (abhāvasvabhāva śūnyatā ).
16. Vacuità dei fenomeni che posseggono delle sostanzialità (bhāva śūnyatā).
17. Vacuità di ciò che è privo di sostanzialità (abhāva śūnyatā).
18. Vacuità dell'identità (svabhāva śūnyatā).
19. Vacuità della vacuità (śūnyatā śūnyatā).
20. Vacuità della natura trascendente (parabhāva śūnyatā).

Tali "vacuità" stanno ad indicare che ogni forma, esistenza o non esistenza, è vacuità e ogni vacuità è ognuna di queste.

Così come recita uno dei Prajñāpāramitāsūtra più noti, il Prajñāpāramitā Hṛdaya sūtra (Il Sutra del Cuore della perfezione di saggezza): 
(Prajñāpāramitā Hṛdaya sūtra III 9-16)
L'insieme del corpus scritturale dei Prajñāpāramitāsūtra sembrerebbe contenere una serrata critica della dottrina dei dharma delle scuole del Buddismo dei Nikāya, segnatamente della scuola Sarvāstivāda, le quali assegnavano esistenza reale ai costituenti (dharma) dei fenomeni, anche se le stesse denunciavano la 'vacuità' del soggetto che questi fenomeni percepiva, ovvero negavano la soggettività, l'io individuale (dottrina dell'anātman). Questa "doppia vacuità" (vacuità del soggetto percipiente,anātman, e dei fenomeni percepiti) dei Prajñāpāramitāsūtra andava a dunque a criticare i contenuti abhidharmici della scuola Sarvāstivāda, la quale giungeva a sostenere la presenza, nel soggetto che percepisce, di un dharma particolare, il prapti, che fungeva da ricettacolo per la sua retribuzione karmica. È chiaro che la dottrina della vacuità dei Prajñāpāramitāsūtra ha dei precisi fondamenti, come abbiamo visto, negli Āgama-Nikāya , tuttavia essa intende radicalizzare questi fondamenti come il cuore (hṛd) della dottrina del Buddha Śākyamuni (Buddhadharma).
In un altro famoso Prajñāpāramitāsūtra, il Vajracchedikā-prajñāpāramitā-sūtra (Sutra della perfezione della saggezza che recide come un diamante, o più brevemente Sutra del diamante) si giunge, peraltro coerentemente, a sostenere che 
(Vajracchedikā-prajñāpāramitā-sūtra, 3)

## La dottrina della vacuità nelle scuole Mahāyāna, Madhyamaka e Cittamātra
La scuola Madhyamaka è stata fondata da Nāgārjuna nel II d.C. È dibattuto se, per quanto concerne il periodo del suo fondatore, essa possa essere inserita nel contesto degli insegnamenti Mahāyāna. La ragione di questi dubbi è fondata sul fatto che nelle opere attribuite con sufficiente contezza al filosofo indiano, non compare mai l'utilizzo del termine Mahāyāna né i riferimenti ai Prajñāpāramitāsūtra. 
L'opinione di molti studiosi, tuttavia, si fonda sulla natura di queste opere che sono didattiche e non polemiche. Intendono dimostrare la validità dei propri contenuti piuttosto che svilire l'autorevolezza delle fonti avversarie magari facendo leva su altre fonti. È possibile quindi che Nāgārjuna abbia volontariamente evitato qualsivoglia riferimento ai Prajñāpāramitāsūtra per evitare di discutere con i suoi interlocutori Sarvāstivāda sulla loro autorevolezza. 
D'altronde è innegabile, che a partire dalla sua opera maggiore, il Madhyamakakārikā  , egli non fa che ribadire la dottrina della vacuità esattamente come insegnata nei Prajñāpāramitāsūtra.
Nāgārjuna si presenta dunque come un maestro buddista che vuole dimostrare la fondatezza della critica dei Prajñāpāramitāsūtra all'Abhidharma Sarvāstivāda. Per Nāgārjuna, come per i Prajñāpāramitāsūtra, il Buddha Śākyamuni aveva indicato, oltre l'impermanenza temporale (anitya), un'ulteriore qualità, la śūnyatā di tutti i fenomeni: essi erano vuoti anche di una stessa loro identità in quanto dipendevano uno dall'altro sul piano temporale del presente, dell'immediato: esiste A solo in quanto esiste anche un non A. 
Tutti i fenomeni (dharma) sono quindi privi di identità, sono vuoti di identità (svabhāva). Tutti i dharma, secondo la lettura degli insegnamenti del Buddha da parte di Nāgārjuna, sono vuoti: poiché nessun fenomeno possiede una natura indipendente, si può dire che tutto ciò che esiste è vuoto. L'esperienza della vacuità è la via che porta al "Risveglio". 
Ma la vacuità non può essere conosciuta con il pensiero ordinario (o "convenzionale") che tratta dei fenomeni come se fossero indipendenti e stabili, dotati di natura immutabile e propria. Gran parte dell'opera di Nāgārjuna consiste pertanto in una critica raffinata delle diverse dottrine che sottintendono l'esistenza dei fenomeni in quanto tali, e che vengono per questo ridotte all'assurdo (prasaṅga). Da parte sua, Nāgārjuna non presenta alcuna dottrina:
(Nāgārjuna. Vigrahavyāvartanī, 29)
Poiché l'esperienza della vacuità non è compatibile con alcuna costruzione filosofica, l'idea stessa della vacuità rischia di essere pericolosa, se la vacuità viene entificata: 
(Nāgārjuna. Madhyamakakārikā, 24, 11)
Per sottrarre la vacuità alla reificazione o alla concettualizzazione della stessa, Nāgārjuna si sforza di mostrare come la stessa vacuità sia vuota, ovvero priva di sostanzialità: essa, dunque, non può essere intesa come la natura delle cose, perché ciò equivarrebbe a sostenere, assurdamente, che la natura delle cose consista nella loro assenza di natura propria. Invero, la vacuità è una mera "designazione linguistica" che indica l'insostanzialità della realtà a tutti i livelli, ossia sia al livello dei fattori minimi (dharma) che al livello dei fenomeni che risultano dalle interazioni dharmiche. Tutto è vuoto di identità di natura (svabhāva). 
La śūnyatā ha valenza strumentale nella misura in cui costituisce non un'ulteriore teoria ontologica da sostituire alle altre in virtù di una maggiore coerenza logica, ma un metodo di decostruzione di tutti i punti di vista (dṛṣṭi) che culmina con l'abbandono di tutte le teorie. 
A tal fine è diretta la dialettica nāgārjuniana operante nelle Mūlamadhyamakakārikā: essa non pretende affatto di rispecchiare hegelianamente la realtà e il suo svolgimento, ma vuole invece eliminare ogni schermo tra sé e il mondo in modo che si sia in grado di cogliere la "talità" (tathātā) della realtà al di là di ogni modello descrittivo, al di là di ogni "-ismo", compreso il Buddismo stesso. Infatti, poiché alla radice del dolore (duḥkha) sta una falsa visione delle cose (avidyā) che dipende dalla sovrapposizione della categoria di sostanza a una realtà che invece ne è sprovvista (anātman), la soluzione non può consistere nella sostituzione di una categoria con un'altra (della categoria di sostanza con quella di vacuità, ad es.), ma consiste piuttosto nella eliminazione di ogni costruzione mentale, compresa la vacuità. Non si dà, dunque, una teoria del vuoto, ma si dà l'esperienza del vuoto, che coincide col disvelamento della realtà così com'è, vista finalmente al di là di ogni svolgimento concettuale e discorsivo. 
L'esperienza del vuoto non costituisce l'esito di un salto da un piano d'esistenza a un altro, ma è piuttosto il risultato di una catarsi dello sguardo. La realtà è sempre presente agli occhi degli esseri umani, ma non è sempre colta così com'è, data l'incessante attività di proliferazione concettuale (prapañca) che la restituisce in modo opaco, conformemente alle lenti attraverso le quali la si guarda: che siano le lenti della sostanza, del nulla o della vacuità poco importa, perché in ogni caso resta il fatto che ogni punto di vista, ponendosi, istituisce da se stesso la propria unilateralità, che andrà inevitabilmente a cozzare contro altri punti di vista. 
Questo conflitto interminabile che si genera tra le diverse teorie altro non dice che l'indisponibilità della realtà a lasciarsi cristallizzare in una forma determinata: appunto per questo l'impegno di Nāgārjuna non è diretto a convincere i suoi interlocutori ad abbandonare i loro punti di vista per adottarne un altro (quello della vacuità), ma intende, piuttosto, creare in loro il vuoto man a mano che la dialettica smonta le loro teorie. Passo dopo passo, la dialettica fa cadere uno ad uno i veli frapposti tra sé e la realtà sinché, da ultimo, la realtà non sia veduta così com'è, nella sua totale nudità. 
Nell'esperienza della vacuità, paradossalmente, la vacuità si rivela come massima pienezza, perché mostra la reciproca dipendenza delle parti e del tutto: infatti, poiché in virtù della co-produzione condizionata (pratītyasamutpāda) tutto è connesso con tutto, il tutto esiste in virtù delle parti e le parti esistono in virtù del tutto. Il tutto e le parti non sono distinti ontologicamente, ma, proprio in quanto vuoti di natura propria, essi esistono solo nella loro interconnessione. Non c'è dualismo ontologico, ma interdipendenza: il tutto si dà nelle parti e le parti a loro volta attestano il tutto. 
La comprensione profonda dell'insegnamento nāgārjuniano culmina nel distacco e nell'abbandono dell'insegnamento stesso: la via negationis di Nāgārjuna non conduce all'Assoluto divino (donde la differenza rispetto al "neti neti" delle Upaniṣad), ma alla realtà, vista finalmente nella sua talità, e a una trasformazione etica che, rendendo l'uomo capace di adeguare il suo sguardo alla realtà, consente di mettere in campo un'azione conforme ai caratteri di insostanzialità e impermanenza del mondo. Ciò a sua volta rende possibile l'eliminazione di quella frizione (duḥkha) che si genera quando l'agire umano si conforma a una rappresentazione chimerica delle cose.

## La dottrina della vacuità nelle scuole Mahayana del Sutra del Loto, del Buddismo Chá e Zen, e nelle scuole Vajrayana
Il Sutra del Cuore è uno dei principali incentrati sulla vacuità in queste tradizioni Mahayana.

## Fisica quantistica e dottrina della vacuità
A occuparsi della vacuità concepita dal Buddismo in relazione alle teorie della fisica quantistica è stato il fisico italiano Carlo Rovelli che, assecondando un'opinione comune tra i fisici che si occupano di meccanica quantistica, afferma che la dottrina della vacuità così come viene concepita in particolare dal monaco buddista Nāgārjuna, che la riprende direttamente dagli insegnamenti del Buddha Sakyamuni, è identica al modo che la fisica quantistica ha di concepire la realtà, come originata da un vuoto quantistico e composta da particelle interdipendenti in un intreccio unico ("entanglement quantistico"), da non confondere attentamente col concetto di nulla e nichilismo della filosofia occidentale. Il Buddha affermava infatti che tutte le cose siano vuote di esistenza intrinseca, e cioè che tutte le cose esistono non di per sé ma perché sono in relazione con altro (dottrina della pratītyasamutpāda).